# Na kometě (film)
Na kometě je československý vědeckofantastický dobrodružný film, který roku 1970 natočil režisér Karel Zeman podle stejnojmenného románu francouzského spisovatele Julese Verna.
Film je realizován stejným originálním způsobem jako předcházející Zemanovy „verneovky“ Vynález zkázy a Ukradená vzducholoď, tj. jako kombinace hraného a animovaného filmu založeného na původních francouzských ilustracích k Vernovým románům. Fantastický příběh, ve kterém je malé území v severní Africe odtrženo po srážce s kometou od Země a řítí se s kometou vesmírem, je ale podáván s úsměvným nadhledem, zejména co se týče pokračujících malicherných sporů mezi Angličany a Francouzi. Proti literární předloze je přidán i milostný motiv lásky Hectora Servadaka k dívce Angelice. Film byl oceněn roku 1970 v Benátkách (Mezinárodní cena CIDALC a Medaile Biennale), roku 1972 v Teheránu a roku 1973 v Paříži. 

## Informace o filmu
- Námět: román Julese Verna Na kometě
- Scénář: Jan Procházka a Karel Zeman
- Kamera: Rudolf Stahl
- Hrají: Emil Horváth ml., Magda Vašáryová, František Filipovský, Josef Větrovec, Čestmír Řanda, Vladimír Menšík, Jiřina Jirásková, Josef Hlinomaz, Eduard Kohout, Karel Effa, Jan Bor, Miloslav Holub
- Výtvarník: Karel Zeman
- Triky: Bohuslav Pikhart
- Hudba: Luboš Fišer
- Režie: Karel Zeman
- Výroba: Filmové studio Barrandov a Krátký film Praha